# Meiosimyza bifaria
Meiosimyza bifaria är en tvåvingeart som beskrevs av Shatalkin 1993. Meiosimyza bifaria ingår i släktet Meiosimyza och familjen lövflugor.
Artens utbredningsområde är Tadzjikistan. Inga underarter finns listade i Catalogue of Life.